# Estnischer Haiku
Beim estnischen Haiku handelt es sich um eine in Estland entwickelte neuere Gedichtform, deren Zeilen kürzer sind als die des japanischen Haiku. Während das traditionelle Haiku 5 + 7 + 5 Silben zählt, haben die drei Zeilen eines estnischen Haikus nur 4 + 6 + 4 Silben. 
Die estnischen Dichter Asko Künnap, Jürgen Rooste und Karl Martin Sinijärv veröffentlichten 2010 das Buch „Eesti haiku“, das erste Werk mit estnischen Haikus. In seinem Vorwort zum Buch bestimmt der Redakteur Jürgen Rooste das Tätigkeitsfeld und die Zukunft des estnischen Haikus folgendermaßen: „Der estnische Haiku besteht aus drei Versen mit 4 + 6 + 4 Silben, also insgesamt 14 Silben. Im estnischen Haiku werden wesentliche oder existentiell zentrale Aspekte des estnischen Lebens, des Seins und der Natur in lakonischen Worten ausgedrückt. Estnische Haikus werden in den zehner Jahren des einundzwanzigsten Jahrhunderts und danach geschrieben, bis zum Ende unserer sprachlich-literarischen Welt.“ Gemäß dem Vorwort stammt dieses Zitat aus einem bislang „ungeschriebenen Buch über die estnische Lyrik“.
Nach der ersten Anthologie mit estnischen Haikus erschien 2011 auf der Buchmesse in Turku die erste Sammlung ins Finnische übersetzter Haikus unter dem Titel „Aika sattuu. Vironhaikuja.“ (Es tut ziemlich weh/Die Zeit passiert. Estnische Haikus.) Der Übersetzer Hannu Oittinen prägte den Begriff „Vironhaiku“ als finnische Bezeichnung der Gedichtform.
Im Oktober 2012 erschien das Buch „Assamallan asemalla. Vironhaikuja.“ (Auf dem Bahnhof von Assamalla. Estnische Haikus.) von Hannu Oittinen. Dies war der erste Band mit ursprünglich auf Finnisch geschriebenen estnischen Haikus, er enthält aber auch estnischsprachige Gastgedichte und sprachliche Experimente. Es ist, soweit bekannt, das erste Buch der Welt, dessen Veröffentlichungsort Hellinna ist (eine aus den Städten Helsinki und Tallinn gebildete Doppelstadt).
2011 wurde auf der Buchmesse in Helsinki, als Estland Länderschwerpunkt der Messe war, ein Schreibwettbewerb für estnische Haikus veranstaltet. In der estnischen Literaturzeitschrift Looming wurden einige estnische Haikus veröffentlicht. Bei Facebook gibt es eine aus überwiegend finnischen und estnischen Mitgliedern bestehende Gruppe Vironhaiku.

## Anthologien
- Asko Künnap, Jürgen Rooste, Karl Martin Sinijärv: Eesti haiku. Näo Kirik, Tallinn, 2010. ISBN 978-9949-21-073-2.
- Asko Künnap, Jürgen Rooste, Karl Martin Sinijärv.  Aika sattuu. Vironhaikuja. Palladium Kirjat, 2011. ISBN 978-952-9893-67-6.
- Hannu Oittinen: Assamallan asemalla. Vironhaikuja. Näo Kirik, Hellinna, 2012. ISBN 978-9949-9172-6-6.